# Saint-Éloy-d'Allier
Saint-Éloy-d'Allier é uma comuna francesa na região administrativa de Auvérnia-Ródano-Alpes, no departamento Allier. Estende-se por uma área de 12,6 km². Em 2010 a comuna tinha 40 habitantes (densidade: 3,2 hab./km²).